# Jingzhou
Jingzhou (chiń. 荆州; pinyin Jīngzhōu) – miasto o statusie prefektury miejskiej w środkowych Chinach, w prowincji Hubei. W 2010 roku liczba mieszkańców miasta wynosiła 180 048. Prefektura miejska w 1999 roku liczyła 6 421 042 mieszkańców.

## Podział administracyjny
Prefektura miejska Jingzhou podzielona jest na 8 jednostek administracyjnych:
- Dzielnice:
  - Jingzhou (荆州区)
  - Shashi (沙市区)
- Miasta na prawach powiatu:
  - Songzi (松滋市)
  - Shishou (石首市)
  - Honghu (洪湖市)
  - Jianli (监利市)
- Powiaty:
  - Jiangling (江陵县)
  - Gong’an (公安县)

| Mapa |
| --- |
| Jezioro Hong Jingzhou Shashi Powiat Jiangling Powiat Gong’an Jianli (miasto) Songzi (miasto) Shishou (miasto) Honghu (miasto) |